# Sunfish (& Other Stories on Green Lake)
Sunfish (& Other Stories on Green Lake) ist ein US-amerikanischer Spielfilm von Sierra Falconer aus dem Jahr 2025. Das Drama begleitet in vier miteinander verbundenen Episoden die Bewohner einer Kleinstadt in Michigan, deren Wege sich am titelgebenden Green Lake kreuzen. Die Weltpremiere von Falconers Debütfilm fand Ende Januar im Rahmen des Sundance Film Festivals 2025 statt.

## Handlung
Ein Sommer in der US-amerikanischen Kleinstadt Interlochen, Michigan: Am Green Lake überschneiden sich die Lebenswege mehrerer Personen, darunter der eines Mädchen, das Segeln lernt und eines sich abmühenden Jungen. In den Mittelpunkt gerückt wird auch das Zusammenleben zweier Schwestern, die Bed and Breakfast anbieten. Währenddessen bereitet sich ein Angler am See auf den Fang seines Lebens vor.

## Hintergrund
Sunfish (& Other Stories on Green Lake) ist das Spielfilmdebüt der US-amerikanischen Filmemacherin Sierra Falconer, die in der 500-Seelen-Gemeinde Interlochen aufwuchs, die an den titelgebenden Green Lake (Green Lake Township) grenzt. Im Jahr 2024 beendete sie ihr Produktions- und Regie-Studium an der University of California, Los Angeles (UCLA) und das Filmprojekt wurde eine lobende Erwähnung im jährlichen „Class Artist“-Wettbewerb der Hochschule zuteil. „Ich war fasziniert von der Idee eines ersten Films, der ein Porträt war, woher ich komme, und mich der Welt durch den Ort als Künstler vorzustellen. Green Lake ist so klein und ich liebe einfach das Gefühl einer winzigen Stadt mitten im Nirgendwo. Es ist wie eine perfekte Blase, in der sich nie etwas ändert, nichts hereinkommt und nichts herauskommt“, so Falconer.
Falconer übernahm neben Regie und Drehbuch auch die Produzentenrolle an der Seite von Grant Ellison. Weiterhin waren an dem Projekt Marcus Patterson (Kamera), Chelsi Johnston (Schnitt) und Brian Steckler (Musik) beteiligt. Zum Schauspielensemble gehörten Maren Heary, Jim Kaplan, Karsen Liotta, Dominic Bogart, Tenley Kellogg und Emily Hall. Als Executive Producer zeichnete die britische Filmemacherin Joanna Hogg verantwortlich.
Der Film wurde ab dem Sommer 2023 an Originalschauplätzen in Interlochen und am Green Lake abgedreht. Das Projekt hatte als Independent-Film während des mehrere Monate andauernden Streiks der US-amerikanischen Schauspielergewerkschaft SAG-AFTRA eine Ausnahmegenehmigung erhalten.

## Veröffentlichung
Sunfish (& Other Stories on Green Lake) wurde am 26. Januar 2025 beim 41. Sundance Film Festival uraufgeführt. Dort wurde das Werk in den Hauptwettbewerb für US-amerikanische Spielfilme (englisch: „U.S. Dramatic Competition“) eingeladen. In ihrem Online-Katalog priesen die Veranstalter den Beitrag als „lebendiges Porträt des Kleinstadtlebens“ an und lobten Falconer für ihr „einfühlsames Spielfilmdebüt“ sowie die Kameraarbeit von Marcus Patterson. Die verantwortliche Programmleiterin Kim Yutani lobte den Episodenfilm als eine der „echten Entdeckungen“ des Festivaljahrgangs.

## Auszeichnungen
Sunfish (& Other Stories on Green Lake) erhielt beim Sundance Film Festival 2025 eine Einladung in den Wettbewerb um den Hauptpreis für den besten US-amerikanischen Spielfilm.